# Mercedes-Benz Pensionsfonds
Die Mercedes-Benz Pensionsfonds AG ist ein deutscher Pensionsfonds mit Sitz in Stuttgart. Der größte deutsche Pensionsfonds mit über 8 Milliarden Euro an verwalteten Kapitalanlagen wurde 2018 unter dem Namen Daimler Pensionsfonds AG gegründet und ist eine hundertprozentige Tochter des Automobilherstellers Mercedes-Benz Group.

## Geschichte und Hintergrund
Im Zuge der Rentenreform 2002 wurden Pensionsfonds als fünfter Durchführungsweg für die Betriebliche Altersvorsorge in Deutschland zugelassen. Im Juni 2018 gründete der damals noch als Daimler firmierende Automobilhersteller einen hauseigenen Pensionsfonds, um unter dem Namen „Gruppen-Pensionsplan DPF 2018“ einen Teil der unmittelbaren Pensionsverpflichtungen und Planvermögen für bereits im Rentenbezug befindlichen Mitarbeiter sowie aus Hinterbliebenenleistungen auszulagern. Hierzu wurden knapp 8,2 Milliarden Euro als Beiträge dem Unternehmen zugeführt, die administrative Verwaltung verblieb jedoch in der Konzernmutter. Die Erlaubnis zum Geschäftsbetrieb durch die Bundesanstalt für Finanzdienstleistungsaufsicht wurde am 30. November 2018 erteilt. Die Transaktion wurde als Schub für den gesamten Pensionsfondsmarkt in Deutschland gesehen, wenngleich der Großteil der seinerzeit 25 Milliarden Euro Pensionsverpflichtungen der Daimler AG in der Mutter verblieb. Im Sommer 2022 änderte der Pensionsfonds seinen Namen von Daimler Pensionsfonds in Mercedes-Benz Pensionsfonds und folgte damit einer Umbenennung der Konzernmutter im selben Jahr.
Als privatwirtschaftliches Unternehmen der betrieblichen Altersvorsorge wird der Pensionsfonds von der BaFin beaufsichtigt, die hierfür im Sinne des Versicherungsaufsichtsgesetzes zuständig ist. Sofern im Pensionsfonds eine aufsichtsrechtliche Unterdeckung entsteht, ist Mercedes-Benz zu einem entsprechenden Nachschuss verpflichtet.